# کوئنتین لی
کوئنتین لی (انگلیسی: Quentin Lee؛ زادهٔ ۱۹۷۱ میلادی) کارگردان فیلم، فیلم‌بردار و نویسنده هنگ کنگی‌الاصل اهل کانادا است. وی از سال ۱۹۹۲ میلادی تاکنون مشغول فعالیت بوده‌است.
از فیلم‌ها یا مجموعه‌های تلویزیونی که وی در آن‌ها نقش داشته‌است می‌توان به «عشق اندک» اشاره نمود.